# Stary cmentarz żydowski w Dobrej
Stary cmentarz żydowski w Dobrej – kirkut służący niegdyś żydowskiej społeczności Dobrej. Znajdował się w pobliżu miejscowej synagogi, nieopodal dzisiejszej ul. Narutowicza. Nie wiadomo kiedy dokładnie powstał. Został zniszczony w czasie II wojny światowej. Obecnie nie zachowały się żadne nagrobki. W jego miejscu po wojnie odbywały się targi, obecnie stoi tam pomnik upamiętniający Żydów zamordowanych podczas wojny